# Campionati italiani di triathlon cross country del 2008
I Campionati italiani di triathlon cross country del 2008 (IV edizione) sono stati organizzati dalla Federazione Italiana Triathlon e si sono tenuti a Cala Ginepro in Sardegna, in data 1º giugno 2008.
Tra gli uomini ha vinto per la seconda volta - dopo l'edizione del 2005 - Alessandro Degasperi (DDS), mentre la gara femminile è andata per la quarta volta consecutiva a Stefania Bonazzi (Silca Ultralite).
La competizione si è svolta all'interno della rassegna internazionale "X-Terra Italy" vinta dal francese Olivier Marceau e dall'elvetica Sibylle Matter.

## Risultati

### Élite uomini
| Pos. | Atleta               | Società sportiva         | Nuoto    | Bici     | Corsa    | Totale   |
| ---- | -------------------- | ------------------------ | -------- | -------- | -------- | -------- |
|      | Alessandro Degasperi | DDS                      | 00:22:31 | 01:33:28 | 00:35:04 | 02:33:02 |
|      | Fabrizio Baralla     | Jhonny Tri Forhans       | 00:22:18 | 01:39:01 | 00:36:36 | 02:39:13 |
|      | Davide Ballabio      | Ironlario Triathlon Club | 00:24:32 | 01:34:32 | 00:38:28 | 02:39:53 |
| 4    | Luca Molteni         | Ironlario Triathlon Club | 00:26:09 | 01:33:34 | 00:41:02 | 02:42:17 |
| 5    | Giuseppe Solla       | Jhonny Tri Forhans       | 00:25:35 | 01:37:19 | 00:39:48 | 02:44:05 |
| 6    | Fabio Guidelli       | Jhonny Tri Forhans       | 00:22:35 | 01:42:16 | 00:38:53 | 02:45:36 |
| 7    | Antonello Pallotta   | New Green Hill           | 00:25:41 | 01:36:59 | 00:41:53 | 02:46:10 |
| 8    | Alessandro Putzolu   | Villacidro Triathlon     | 00:25:52 | 01:40:31 | 00:37:59 | 02:46:35 |
| 9    | Leonardo Ballerini   | Peperoncino Team         | 00:20:51 | 01:42:04 | 00:43:24 | 02:48:21 |
| 10   | Giorgio Innocenti    | Torrino Triathlon Team   | 00:27:45 | 01:38:10 | 00:42:55 | 02:50:44 |
| 11   | Christian Pastori    | A Team                   | 00:28:37 | 01:40:00 | 00:41:40 | 02:52:38 |
| 12   | Marco Pittau         | Triathlon Team Sassari   | 00:24:33 | 01:41:04 | 00:45:51 | 02:53:00 |
| 13   | Giovanni Portoghese  | A Team                   | 00:26:53 | 01:40:36 | 00:43:41 | 02:53:36 |
| 14   | Francesco Nesti      | Firenze Triathlon        | 00:25:49 | 01:44:20 | 00:42:37 | 02:54:51 |
| 15   | Riccardo Rosselli    | Nuoto Livorno 3          | 00:28:19 | 01:41:58 | 00:43:05 | 02:55:20 |
| 16   | Fabrizio Fabbri      | Minerva Roma             | 00:25:32 | 01:48:02 | 00:41:04 | 02:55:54 |
| 17   | Giacomo Schiavo      | Polisportiva San Vito    | 00:26:23 | 01:46:59 | 00:41:27 | 02:56:40 |
| 18   | Domenico Penta       | Lazio Triathlon          | 00:27:39 | 01:45:46 | 00:42:06 | 02:57:47 |
| 19   | Andrea Vellano       | Torino 3                 | 00:27:41 | 01:42:21 | 00:46:42 | 02:59:24 |
| 20   | Nino Nulli           | Freezone                 | 00:27:03 | 01:44:03 | 00:46:45 | 03:00:06 |

### Élite donne
| Pos. | Atleta              | Società sportiva        | Nuoto    | Bici     | Corsa    | Totale   |
| ---- | ------------------- | ----------------------- | -------- | -------- | -------- | -------- |
|      | Stefania Bonazzi    | Silca Ultralite         | 00:26:59 | 01:55:55 | 00:43:10 | 03:07:39 |
|      | Elke Innerebner     | Canottieri Napoli       | 00:28:36 | 02:00:46 | 00:47:49 | 03:18:55 |
|      | Elisabetta Mosso    | Mens Sana               | 00:32:19 | 02:10:53 | 00:48:58 | 03:34:01 |
| 4    | Marika Ganci        | Fumane Triathlon Zenage | 00:31:32 | 02:12:17 | 00:49:05 | 03:35:41 |
| 5    | Daniela Pallaro     | Padova Triathlon        | 00:26:28 | 02:21:39 | 00:46:02 | 03:36:31 |
| 6    | Stefania Pacca      | Lazio Triathlon         | 00:36:25 | 02:15:32 | 00:45:33 | 03:40:21 |
| 7    | Valeria Curridori   | G.P. Triathlon          | 00:32:11 | 02:15:54 | 00:51:27 | 03:41:28 |
| 8    | Cristina Sonzogni   | Steel Triathlon Bergamo | 00:33:01 | 02:18:24 | 00:49:21 | 03:43:10 |
| 9    | Andrea Steffens     | Fumane Triathlon Zenage | 00:32:55 | 02:19:58 | 00:49:33 | 03:45:16 |
| 10   | Camilla Levorato    | Padova Nuoto Triathlon  | 00:28:04 | 02:19:49 | 00:55:55 | 03:45:59 |
| 11   | Simona Solla        | Mens Sana               | 00:32:13 | 02:23:12 | 00:53:17 | 03:51:01 |
| 12   | Virna Stavla        | Padova Triathlon        | 00:36:43 | 02:22:59 | 00:50:22 | 03:52:44 |
| 13   | Valentina Capovilla | Padova Triathlon        | 00:29:57 | 02:33:08 | 00:52:10 | 03:57:33 |
| 14   | Silvia Fiandino     | Torino 3                | 00:36:39 | 02:27:33 | 00:58:28 | 04:06:37 |
| 15   | Grazia Toller       | CUS Trento CTT          | 00:31:29 | 02:29:26 | 01:02:21 | 04:06:42 |
| 16   | Ilaria Butti        | Firenze Triathlon       | 00:37:27 | 02:38:53 | 00:53:01 | 04:12:30 |
| 17   | Barbara Bocchi      | Pro Piacenza Team       | 00:29:58 | 02:42:49 | 00:59:46 | 04:15:26 |
| 18   | Federica Porcu      | Sinis Oristano          | 00:36:27 | 02:48:12 | 00:53:51 | 04:21:49 |
| 19   | Gigliola Colautti   | CUS Udine               | 00:41:07 | 02:35:13 | 01:03:46 | 04:23:42 |
| 20   | Elena Boscherini    | Fumane Triathlon Zenage | 00:38:15 | 02:56:33 | 01:03:39 | 04:42:37 |